# Otto Freiherr von Feury
Otto Emil Friedrich Josef Cajetan Freiherr von Feury (* 27. Dezember 1906 in München; † 27. März 1998 in Thailing bei Ebersberg) war ein deutscher Politiker der CSU und Bauernfunktionär.

## Familie
Otto von Feury war der Sohn aus der Ehe von Friedrich Wilhelm von Feury und der Ida geb. von Hirsch auf Planegg. Sein Vater Friedrich war königlich bayerischer Kämmerer und fiel als Bataillonskommandeur des königlichen Infanterie-Leibregiments bereits in einem der ersten größeren Gefechte des Ersten Weltkriegs am 12. August 1914 bei Badonviller in Lothringen. Auch sein Großvater Otto und der Urgroßvater Cajetan waren Offiziere in der bayerischen Armee. Seine Mutter Ida entstammte einer aus Franken kommenden jüdischen Bankiersfamilie.
Er hatte zwei Schwestern; Irene-Marie war verheiratet mit Georg Robert Graf von Deym, Freiherr von Střítež sowie seine früh verstorbene Schwester Isabelle. 
Otto von Feury war römisch-katholisch. Er war seit 1951 verheiratet mit Paula Maria geb. Mayer (1930) und hatte drei Kinder (Otto Cajetan, Isabella, Cornelia).

## Leben
Nach dem Abitur am Alten Realgymnasium in München studierte Otto von Feury von 1926 bis 1931 Rechtswissenschaften und Nationalökonomie (Abschluss 1931) an der Johann Wolfgang Goethe-Universität Frankfurt am Main. Er volontierte im Eisengroßhandel in Frankfurt am Main und bei der Bayerischen Vereinsbank in München. 1930 machte er ein Praktikum bei der London and Eastern Tradebank in London und 1931 beim Völkerbund in Genf. Von 1931 bis 1935 arbeitete er bei der Bayerischen Vereinsbank. Nebenher übernahm er 1933 den väterlichen Gutshof Thailing, den er ab 1935 hauptberuflich leitete.
Nach Kriegsende 1946 wurde von Feury Bezirksobmann des Bayerischen Bauernverbandes. Seit 1949 war er stellvertretender Bezirksvorsitzender des Verbandes in Oberbayern. Von 1955 bis 1977 war er Präsident des Bayerischen Bauernverbandes, danach dessen Ehrenpräsident. Dabei kam er in das geschäftsführende Präsidium des Deutschen Bauernverbandes, das er bis 1959 gemeinsam mit Edmund Rehwinkel und Bernhard Bauknecht bildete. Außerdem war er Mitglied des Direktoriums für Vollblutzucht und Rennen in Köln. 1957 wurde er Vorstandsmitglied der Bayerischen Raiffeisen-Zentralkasse und der Bayerischen Warenvermittlung landwirtschaftlicher Genossenschaften.
Seine beiden größten Wünsche, das Millennium sowie die Euroeinführung 2002 mitzuerleben, sollten nicht mehr in Erfüllung gehen. Am 27. März 1998 starb er in Thailing, einem Ortsteil von Steinhöring. 

## Politik
Otto von Feury ist es maßgeblich zu verdanken, dass bei der Gebietsreform 1972 der Landkreis Ebersberg weiter bestehen konnte – zu Lasten des Landkreises Wasserburg am Inn, der auf verschiedene Landkreise aufgeteilt wurde. Er war von 1978 bis 1990 stellvertretender Landrat des Landkreises Ebersberg.

## Partei
Feury schloss sich nach dem Zweiten Weltkrieg der CSU an, deren Landesausschuss er seit 1949 angehörte. 1952 zog er in den geschäftsführenden Landesvorstand der CSU ein; bis nach 1970 fungierte er durchgängig entweder als erster oder als zweiter Schriftführer der CSU.

## Abgeordneter
Seit 1946 war von Otto von Feury Kreistagsabgeordneter. Von 1950 bis 1978 war er Landtagsabgeordneter in Bayern. Dem Deutschen Bundestag gehörte er seit der Bundestagswahl 1957 bis zum 31. Dezember 1957 an.

## Ehrungen und Auszeichnungen
- Großes Verdienstkreuz (1969) mit Stern (1973)[7] und Schulterband (1977) des Verdienstordens der Bundesrepublik Deutschland[4]
- Bayerischer Verdienstorden
- Goldene Ehrennadel und die Andreas-Hermes-Medaille des Deutschen Bauernverbands
- Goldene Ähre und die Fridolin-Rothermel-Medaille des Bayerischen Bauernverbands
- Bayerische Verfassungsmedaille (Gold; Silber)
- Goldene Staatsmedaille für Verdienste um die bayerische Landwirtschaft
- Namensgeber von Straßen in Steinhöring und Ebersberg[8][9]